# 660798 Karltreusch
660798 Karltreusch è un asteroide della fascia principale esterna. Scoperto nel 2012, presenta un'orbita caratterizzata da un semiasse maggiore pari a 3,191328 UA e da un'eccentricità di 0,224225, inclinata di 17,265932° rispetto all'eclittica.
Karl Treusch è stato un gesuita tedesco, versatile specialista di telescopi Zeiss e progettista meccanico del primo fotometro di precisione per l'osservazione di stelle variabili presso la Specola Vaticana, dove ha lavorato fino al 1978.